# Эрнандес, Энтони (боец)
Э́нтони Эрна́ндес (англ. Anthony Hernandez; род. 18 октября 1993, Данниген, Калифорния, США) — американский боец смешанных единоборств, представитель средней весовой категории UFC. Бывший чемпион Legacy Fighting Alliance в среднем весе, также выступал в организациях King of the Cage и Global Knockout. Занимает 6 строчку официального рейтинга UFC в среднем весе.

## Биография
Эрнандес вырос в Даннигане, штат Калифорния, окончил школу Вудленда в 2011 году. Во время учебы в школе занимался борьбой, однако был отстранен от занятий из-за низкой успеваемости. Некоторое время учился в колледже, но оставил его, чтобы посвятить себя карьере в смешанных единоборствах.

## Карьера в смешанных единоборствах

### Любительская карьера
Дебютировал в любительских смешанных единоборствах в 2010 году на турнире Ring of Fire 1 против Майкла Грина-младшего. Энтони одержал победу единогласным решением судей. Одержав еще 5 побед подряд, вышел на бой за вакантный пояс чемпиона в среднем весе по версии King of the Cage среди любителей против Джастина Джонса. Эрнандес проиграл удушающим приёмом со спины в первом раунде.

### Ранняя карьера
На турнире LFA 32 в январе 2018 года встретился с Бренданом Алленом за вакантный пояс чемпиона Legacy Fighting Alliance в среднем весе. Эрнандес победил единогласным решением судей.
Выступая на шоу Претендентская серия Дэйны Уайта, получил шанс против Джордана Райта. Несмотря на победу нокаутом за 40 секунд, поединок был признан несостоявшимся, так как у Эрнандеса обнаружили положительный тест на марихуану. Он был оштрафован на 15% гонорара и отстранён от боёв на 6 месяцев.

### Ultimate Fighting Championship
Дебютировал в UFC 2 февраля 2019 года на турнире UFC Fight Night: Ассунсао vs. Мораис 2 против бразильца Маркуса Переса. Энтони проиграл во втором раунде удушающим приёмом анаконда.
31 августа 2019 года на UFC Fight Night: Андради vs. Чжан встретился с южнокорейцем Пак Чун Ёном и уже сам одержал победу удушающим приёмом анаконда.
16 мая 2020 года на UFC on ESPN: Оверим vs. Харрис вышел против Кевина Холланда и потерпел поражение техническим нокаутом за 39 секунд.
Эрнандес должен был встретиться с пятикратным чемпионом мира по бразильскому джиу-джитсу Родолфу Виейрой 16 января 2021 года на UFC on ABC: Холлоуэй vs. Каттар, но выбыл из-за положительного теста на COVID-19. Бой перенесли на UFC 258 13 февраля 2021 года, где Энтони победил удушающим приёмом гильотина во втором раунде. Победа принесла ему бонус за «Выступление вечера».
26 июня 2021 года на UFC Fight Night: Ган vs. Волков должен был встретиться с Пунаэле Сориано, но снялся с боя из-за травмы, а его заменил Брендан Аллен на UFC Fight Night: Смит vs. Спэнн.
18 декабря 2021 года на UFC Fight Night: Льюис vs. Докас должен был провести бой с Дастином Cтолцфусом, но снялся по нераскрытым причинам. Его заменил бразильский дебютант Каю Борралью.
9 апреля 2022 года на UFC 273 он должен был встретиться с Альбертом Дураевым, однако россиянин выбыл из-за травмы ребра, и его заменил Дрикус дю Плесси. Позднее дю Плесси перевели на другой бой, и Эрнандес встретился с Джошем Фремдом. Энтони победил единогласным решением судей.
17 сентября 2022 года на UFC Fight Night: Сэндхэген vs. Сун одержал победу ручным треугольником в третьем раунде над канадцем Марком-Андре Баррьо.
20 мая 2023 года на UFC Fight Night: Дерн vs. Хилл победил Эдмена Шахбазяна техническим нокаутом в третьем раунде.
16 сентября 2023 года на UFC Fight Night: Грассо vs. Шевченко 2 должен был встретиться с Крисом Кёртисом, но тот выбыл из-за травмы ребра, и его заменил Роман Копылов. Эрнандес также снялся с боя из-за разрыва связки, и его заменил Джош Фремд.
17 февраля 2024 года на UFC 298 должен был встретиться с Икрамом Алискеровым, однако россиянин снялся по причине осложнений, связанных с болезнью, и его заменил Роман Копылов. Эрнандес победил удушающим приёмом сзади во втором раунде и получил свой второй бонус за «Выступление вечера».
1 июня 2024 года на UFC 302 должен был встретиться с Романом Долидзе, но снялся из-за разрыва связки в кисти.
14 сентября 2024 года на UFC 306 был намечен бой с Мишелем Перейрой, однако поединок перенесли на 19 октября 2024 года в качестве главного события UFC Fight Night: Эрнандес vs. Перейра. Эрнандес победил бразильца техническим нокаутом в пятом раунде, контролируя соперника и нанося удары в партере. За это выступление он в третий раз получил бонус за «Выступление вечера».
22 февраля 2025 года на UFC Fight Night: Сехудо vs. Сун провёл реванш с бывшим чемпионом LFA в среднем весе Бренданом Алленом и вновь победил его единогласным решением судей.
9 августа 2025 года в главном бою UFC on ESPN: Долидзе vs. Эрнандес встретился с Романом Долидзе и одержал победу удушающим приёмом сзади в четвёртом раунде. Победа над грузином принесла ему четвёртый бонус за «Выступление вечера».

## Личная жизнь
Эрнандес с женой воспитывает четверых детей. 
Его отец умер от лёгочной болезни в марте 2018 года; в интервью в июне 2018-го он назвал покойного отца своим лучшим другом.

## Титулы и достижения

### Смешанные единоборства
- Ultimate Fighting Championship
  - Обладатель премии «Выступление вечера» (три раз) против Родолфу Виейры,  Романа Копылова,  Мишеля Перейры.[35][36][37]
    - 2021 Half-Year Awards: Biggest Upset of the 1HY против Родолфу Виейры[38]
- Legacy Fighting Alliance
  - Чемпион LFA в среднем весе.[39]
- Cageside Press
  - 2021 Submission of the Year против Родолфу Виейры[40]
- Jitsmagazine
  - 2021 MMA Submission of the Year против Родолфу Виейры[41]
- Combat Press
  - 2021 MMA Submission of the Year против Родолфу Виейры[42]

## Статистика в профессиональном ММА
| Боёв 17         | Побед 15 | Поражений 1 |
| --------------- | -------- | ----------- |
| Нокаутом        | 3        | 0           |
| Сдачей          | 9        | 1           |
| Решением        | 3        | 0           |
| Не состоявшихся | 1        | 1           |

| Результат    | Рекорд   | Соперник          | Способ                          | Турнир                                 | Дата             | Раунд | Время | Место                     | Примечание                                                    |
| ------------ | -------- | ----------------- | ------------------------------- | -------------------------------------- | ---------------- | ----- | ----- | ------------------------- | ------------------------------------------------------------- |
| Победа       | 15-2 (1) | Роман Долидзе     | Сдача (удушение сзади)          | UFC on ESPN: Долидзе vs. Эрнандес      | 9 августа 2025   | 4     | 2:45  | Лас-Вегас, Невада, США    | «Выступление вечера» (4)                                      |
| Победа       | 14-2 (1) | Брендан Аллен     | Единогласное решение            | UFC Fight Night: Сехудо vs. Сун        | 23 февраля 2025  | 3     | 5:00  | Сиэтл, США                |                                                               |
| Победа       | 13-2 (1) | Мишел Перейра     | TKO (удары)                     | UFC Fight Night: Эрнандес vs. Перейра  | 19 октября 2024  | 5     | 2:22  | Лас-Вегас, Невада, США    | «Выступление вечера» (3)                                      |
| Победа       | 12-2 (1) | Роман Копылов     | Сдача (удушение сзади)          | UFC 298                                | 17 февраля 2024  | 2     | 3:23  | Анахайм, США              | «Выступление вечера» (2)                                      |
| Победа       | 11-2 (1) | Эдмен Шахбазян    | TKO (удары)                     | UFC Fight Night: Дерн vs. Хилл         | 20 мая 2023      | 3     | 1:01  | Лас-Вегас, Невада, США    |                                                               |
| Победа       | 10-2 (1) | Марк-Андре Баррьо | Техническая сдача (треугольник) | UFC Fight Night: Сэндхэген vs. Сун     | 17 сентября 2022 | 3     | 1:53  | Лас-Вегас, [[Невада], США |                                                               |
| Победа       | 9-2 (1)  | Джош Фремд        | Единогласное решение            | UFC 273                                | 9 апреля 2022    | 3     | 5:00  | Джексонвиль, США          |                                                               |
| Победа       | 8-2 (1)  | Родолфу Виейра    | Сдача (гильотина)               | UFC 258                                | 13 февраля 2021  | 2     | 1:53  | Лас-Вегас, Невада, США    | «Выступление вечера» (1)                                      |
| Поражение    | 7-2 (1)  | Кевин Холланд     | TKO (удары коленями и руками)   | UFC on ESPN: Оверим vs. Харрис         | 16 мая 2020      | 1     | 0:39  | Джексонвиль, США          |                                                               |
| Победа       | 7-1 (1)  | Пак Чон Ён        | Сдача (анаконда)                | UFC Fight Night: Андради vs. Чжан      | 31 августа 2019  | 2     | 4:39  | Шэньчжэнь, Китай          |                                                               |
| Поражение    | 6-1 (1)  | Маркус Перес      | Сдача (анаконда)                | UFC Fight Night: Ассунсао vs. Мораис 2 | 2 февраля 2019   | 2     | 1:07  | Форталеза, Бразилия       |                                                               |
| Не состоялся | 6-0 (1)  | Джордан Райт      | Не состоялся                    | Dana White's Contender Series 10       | 19 июня 2018     | 1     | 0:40  | Лас-Вегас, США            | Победа Эрнанедса нокаутом отменена из-за запрещённых веществ. |
| Победа       | 6-0      | Брендан Аллен     | Единогласное решение            | LFA 32                                 | 26 января 2018   | 3     | 5:00  | Лейк-Чарльз, США          | Завоевал титул чемпиона LFA в среднем весе.                   |
| Победа       | 5-0      | Майк Персонс      | Сдача (гильотина)               | GKO 9                                  | 18 апреля 2017   | 1     | 1:54  | Джэксон, США              |                                                               |
| Победа       | 4-0      | Джумок Хантер     | Сдача (гильотина)               | GKO 7                                  | 27 августа 2016  | 1     | 3:09  | Джэксон, США              |                                                               |
| Победа       | 3-0      | Престон Снук      | Сдача (гильотина)               | GKO 4                                  | 29 августа 2015  | 1     | 1:45  | Джэксон, США              |                                                               |
| Победа       | 2-0      | Кенни Энто        | Сдача (гильотина)               | GKO 3                                  | 21 апреля 2015   | 1     | 3:30  | Джэксон, США              |                                                               |
| Победа       | 1-0      | Трей Уильямс      | KO (удар)                       | West Coast FC 11                       | 13 сентября 2014 | 1     | 0:51  | Сакраменто, США           |                                                               |

## Статистика в любительском ММА
| Результат | Рекорд | Соперник           | Способ                           | Турнир                                            | Дата            | Раунд | Время | Место              | Примечание                                                           |
| --------- | ------ | ------------------ | -------------------------------- | ------------------------------------------------- | --------------- | ----- | ----- | ------------------ | -------------------------------------------------------------------- |
| Победа    | 9–1    | Эрик Смит          | Сдача (рычаг локтя)              | West Coast FC 5                                   | 3 мая 2013      | 2     | 0:43  | Сакраменто, США    |                                                                      |
| Поражени  | 8–1    | Джастин Джонс      | Сдача (удушение сзади)           | KOTC: Fighting Legends                            | 13 апреля 2013  | 1     | 1:42  | Сакраменто, США    | Бой за титул чемпиона KOTC в среднем весе.                           |
| Победа    | 8–0    | Мэтт Уилсон        | Tехнический нокаут (удары)       | West Coast FC 4                                   | 18 января 2013  | 1     | 0:00  | Сакраменто, США    |                                                                      |
| Победа    | 7–0    | Блейк Сми          | Tехнический нокаут (удары)       | Ultimate Reno Combat 35                           | 20 июля 2012    | 3     | 1:11  | Рино, США          |                                                                      |
| Победа    | 6-0    | Рэндалл Уоллес     | Сдача (удушение сзади)           | Ultimate Reno Combat 33                           | 18 мая 2012     | 2     | 1:48  | Рино, США          |                                                                      |
| Победа    | 5–0    | Шон Нельсон        | Дисквалификация                  | Dawgs of War 06/22/12                             | 22 июня 2012    | 1     | 1:00  | Розвилл, США       |                                                                      |
| Победа    | 4–0    | Альберт Таунсенд   | Сдача (треугольник)              | Ultimate Reno Combat: Fight Factory at the Knit 1 | 23 марта 2012   | 1     | 1:01  | Рино, США          | Бой в промежуточном весе (187,5 фунта), Таунсенд не уложился в вес.. |
| Победа    | 3–0    | Джеремайя Джонсон  | Технический нокаут (удары)       | Battle of the Titans II                           | 18 февраля 2012 | 1     | 1:23  | Ранчо Кордова, США |                                                                      |
| Победа    | 2–0    | Майк Рамос         | Нокаут (удары коленями в корпус) | URC 28: Invincible                                | 21 октября 2011 | 2     | 1:51  | Рино, США          |                                                                      |
| Победа    | 1-0    | Майкл Грин-младший | Единогласное решение             | Ring of Fire 1                                    | 25 июня 2010    | 3     | 2:34  | Аркейдия, США      |                                                                      |